# Polvon-Tor
Das Polvon-Tor ist das östliche Tor der Festung Ichan Kala in Xiva, Usbekistan. Es wird auch als Poshshob-(Jallod-)Tor oder Sklaventor bezeichnet. 
Das Polvon-Tor ist der Haupteingang von Xiva. Es wurde von sieben Handwerkern unter der Aufsicht eines Baumeisters erbaut. Ein Kanal, der Wasser vom Amudarja-Fluss brachte, umgab die Festungsmauer. Das Tor hatte eine Brücke, die nachts hochgezogen werden konnte. Der Baumeister des Polvon-Tores erhielt das gleiche Gehalt wie der Baumeister, der am Ark-Tor arbeitete, dem Tor des Palastes des Chiwa-Khans.
Das heutige Aussehen des Polvon-Tores ist das Ergebnis mehrerer Renovierungen. Früher ragte das Tor etwas nach außen aus der Festungsmauer heraus. Es hatte einen Wachturm oben, von dem aus man das Äußere der Stadt beobachten konnte. Das Tor wurde 1806 von Eltuzarkhan aus gebrannten Ziegeln neu erbaut. Außerdem wurde ein langer Korridor – ein Gewölbe – gebaut, das als Ort für Handelsstände diente. Die Türme an der Seite des Tores waren mit der Stadtmauer verbunden. Nach dem Bau der Karawanserei und des überdachten Basars in den Jahren 1832–1833 verlor das Tor seine Rolle als Markt. Im Jahr 1835 wurde die Olloqulikhan-Madrasa innerhalb des Tores errichtet, und ihr westlicher Teil wurde umgebaut. Vor ihr wurde ein neues Badehaus mit zwei Kuppeln und einem Portal errichtet. Der Innenhof wurde durch den Bau der Olloqulikhan-Madrasa vergrößert. Er wurde auch „Blumentor“ genannt wegen seiner schönen glasierten Fliesen. Das Tor wurde nach dem Chiwa-Dichter benannt, der im siebten Jahrhundert lebte, dem Autor von mehr als dreihundert Vierzeilern und dem Verteidiger der Stadt, Pahlavon Mahmud. Pahlavon Mahmud wurde in einem Grab hinter der Juma-Moschee bestattet.
Das Tor ist gut erhalten. Der obere Portalbogen verjüngt sich wie ein Pfeil nach oben, und ein in mehreren Blautönen gehaltenes Mosaikbild bedeckt die Wand. Das Schild über der Eingangstür erinnert die Gäste daran, dass das Tor über 400 Jahre alt ist und dass dieses architektonische Denkmal unter staatlichem Schutz steht.
Auf der Ausgangsseite gibt es zwei Minarette, die einst mit blauen Kuppeln bedeckt waren. Die geschnitzten Holztüren haben das handwerkliche Können der Handwerker jener Zeit in Form von Mustern auf ihren Gesichtern bewahrt.

## Architektur
Das Tor hat einen portal-bogigen Stil, und die Holztür hat zwei Seiten mit Blumen-Minaretten. Es gibt Bögen auf der Oberseite des Tores und der Blumenköpfe. Das Portal und die Blumen-Minarette sind mit geschnitzten Ziegeln in einem wellenförmigen Stil verziert, und die blauen glasierten Fliesen sind erhalten. Das Torhaus ist ein langer Korridor (51,76 × 17,5 m im Grundriss), der mit sechs Kuppeln bedeckt ist. Der Durchmesser der großen Kuppel beträgt 5,2 m, und der Durchmesser der kleinen Kuppel beträgt 4,5 m. Es gibt Geschäfte (2,8 × 4,4 m) auf beiden Seiten des Korridors (8 auf der Nordseite und 11 auf der Südseite). Das Baujahr des Tores ist geschrieben. Das Steinhaus – Olloqulikhans Residenz befand sich in der Nähe dieses Tores. Die Befehle zur Hinrichtung der Verbrecher wurden oft vor dem Polvon-Tor verkündet. Es gab einen Sklavenmarkt auf der rechten Seite des Tores beim Verlassen der Itchan Kala bis 1873. Die Sklaven, die zu fliehen versuchten, warteten unter dem Tor auf die Todesstrafe. Die Olloqulikhan-Madrasa, die Olloqulikhan-Karawanserei und der überdachte Basar grenzen an das Polvon-Tor. Es wurde 1954–1955 und 1982–1984 repariert.
Im Jahr 1911 stürzte der südliche Teil des Polvon-Tores vollständig ein. Das Torfoto, das vom Fotografen Khudoybergan Devonov im selben Jahr aufgenommen wurde, wird im Museum Itchan Kala aufbewahrt. Das Polvon-Tor wurde 1930 repariert. Das Tor wurde auch 1982 und 1997 renoviert. Derzeit gibt es Geschäfte mit Handelsständen innerhalb des Tores.

## Geschichte
Die Tore selbst sind nur ein Teil des Ensembles. Hier wurden in verschiedenen Zeiten viele Gebäude errichtet. Viele Herrscher hielten es für notwendig, ihre Spuren in der Geschichte des Komplexes zu hinterlassen. Olloqulixon ließ hier in den 1830er Jahren eine Madrasa und ein Karawanserei errichten.
Zur gleichen Zeit entstand hier der Tosh Hovli, der Steinerne Palast. Anfang des 19. Jahrhunderts war die Madrasa von Qutlugʻ-murod-rohib gewachsen. Kurz nach dem Bau des Tores wurden hier die Anushxon-Bäder und dann die Madrasa von Hojiberdiboy errichtet. Mit jedem neuen Gebäude wurde der Platz immer knapper. So wurden einige Gebäude überlappt, andere ragten über die Grenze der Ichan-qal’a-Festung hinaus.
Jedes Gebäude ist in seinem Design einzigartig, jedes hat eine Geschichte. Einige zeichnen sich durch ihre ästhetischen Formen aus, andere durch ihre reichen Verzierungen und leuchtenden Farben. Jedes von ihnen hat eine wichtige Rolle für das Leben der Stadt gespielt.
In der Karawanserei – einer besonderen Herberge für Karawanenführer – fanden die Händler einen Platz zum Übernachten, die Reisenden ruhten sich aus, die Jugendlichen lernten in der Madrasa. Auf dem Platz wurde gehandelt. Dafür wurde eine ganze Galerie reserviert – auf beiden Seiten gab es viele Geschäfte mit verschiedenen Waren. Heute hat sich fast nichts geändert. Hier kann man immer noch viele Händler finden.